# Kelvedon Hatch
Kelvedon Hatch är en by och civil parish i Brentwood i Essex i England. Orten hade 2 424 invånare år 2019. Parish har 2 563 invånare (2001). Byn nämndes i Domedagsboken (Domesday Book) år 1086, och kallades då Kal- / Kelenduna.